# Salvo Basso

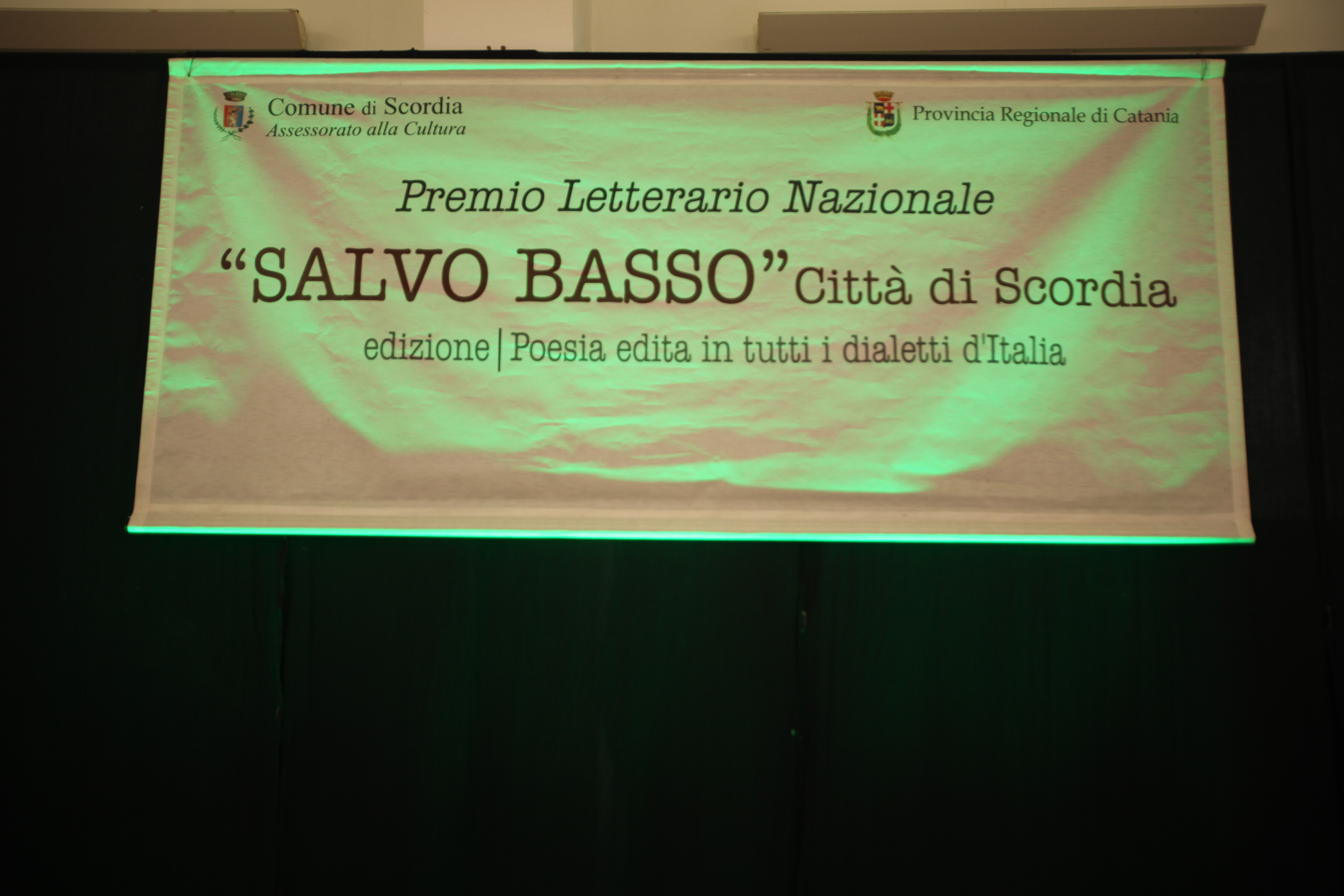
Banner del premio letterario nazionale "Salvo Basso-Città di Scordia", dedicato alla poesia edita in tutti i dialetti d'Italia.

Salvo Basso (Giarre, 23 ottobre 1963 – Scordia, 26 aprile 2002) è stato un poeta italiano e studioso di lingua siciliana.

## Biografia
Nacque a Giarre ma visse a Scordia; si laureò in Storia e Filosofia all'Università degli Studi di Catania; in seguito si trasferì a Scordia, dove ricoprì anche le cariche istituzionali di assessore comunale e vicesindaco. La sua attività artistica fu sempre accompagnata da una intensa attività politica ed intellettuale; in particolare fu il promotore di una nuova politica culturale, che insistesse molto sul concetto di "città educativa", cioè una città in cui l'insieme delle politiche fosse rivolto all'educazione ed alla cultura. Inoltre si impegnò nella conservazione, valorizzazione e trasmissione della cultura delle tradizioni del catanese, promuovendo in tal senso sinergie con il mondo della scuola.
Morto di tumore.

## Premio "Salvo Basso-Città di Scordia"
In suo onore nel 2003 fu istituito dalla provincia di Catania un premio nazionale per la poesia edita in tutti i dialetti d'Italia. Non svoltosi fra il 2017 ed il 2018, nel 2022 il premio giunge alla quindicesima edizione.
Nell'Albo d'oro a tutt'oggi figurano:
- 2003 Francesco Granatiero, Scuerzele (Cofine)
- 2004 Remigio Bertolino, Ël vos (Interlinea)
- 2005 Franco Loi, Aquabella (Interlinea)
- 2006 Nino De Vita, Nnomura (Mesogea)
- 2007 Giuseppe Rosato, La ‘ddore de la neve (Interlinea)
- 2008 Ettore Baraldi, Da pere me’ (I libri del quartino)
- 2009 Franca Grisoni, Poesie (Morcelliana) e Passiu (Edizioni l'Obliquo)
- 2010 Renzo Favaron, In cualche preghiera (LietoColle)
- 2011 Ida Vallerugo, Mistral (Il Ponte del Sale)
- 2012 Marino Monti con Stason (Stagioni) (Pazzini)
- 2013 Claudio Salvagno con L'autra armada (Nino Aragno Editore)
- 2014 Sebastiano Aglieco con Compitu re vivi (Il Ponte del Sale)
- 2015 Luigi Bressan con El paradiso brusa' (Il Ponte del Sale)
- 2016 Rino Cavasino con Amurusanza (Coazinzola Press)
- 2022 Ivan Crico con L’antro siel del mondo (LietoColle)

## Opere
- Quattru sbrizzi, poesie, Edizioni Nadir, 1997.
- Qo, Edizioni dell'Obliquo.
- Dui, Edizioni Prova d'autore, 1999,
- Ccamaffari, Edizioni Prova d'autore, 2002 (postumo),
- Egomeio - Salvopoesie 1979-81, Edizioni Prova d'autore, 2003 (postumo)
- Fase lunare - Poesie 1985-1990 - Edizioni dell'Obliquo 2007 (postumo).
- Scriviriscrivi. Antologia (1979-2002), a cura di Renato Pennisi, con tesi di Giovanni Tesio, Interlinea edizioni, 2014[1].